# Hermann Anschütz-Kaempfe
Hermann Anschütz-Kaempfe (Zweibrücken, 3 ottobre 1872 – Monaco, 6 maggio 1931) è stato un inventore tedesco, inventò la girobussola.

## Biografia
Hermann Franz Joseph Hubertus Maria Anschütz-Kaempfe era figlio del matematico e docente di fisica Friedrich Wilhelm Anschütz e di Maria Johanna Schuler, di una famiglia di industriali a Zweibrücken. Il nonno fu il pittore Professor Hermann Franz Anschütz. Dopo la morte del padre adottò il cognome austriaco storico Kaempfe.
Anschütz-Kaempfe studiò alla Universität Innsbruck medicina, senza completare gli studi, poi storia dell'arte e promosso come Dr.phil.; fece parte della AKV Tirolia, oggi ÖKV.
Dopo viaggi nel Mittelmeergebiet e l'artico, ritorna a Vienna come ricercatore. Pensa ad un viaggio in U-Boot ne mare artico, ma le tecniche di allora non lo permettevano. Anschütz-Kaempfe idea e costruisce nel 1907 (il primo prototipo nel 1902) la girobussola, utilizzata nel 1908 sulla SMS Deutschland. Nel 1912 viene utilizzata sulla SMS Moltke. Nel 1913 sulla Imperator.
Anschütz-Kaempfe vinse una battaglia legale nel 1915 per il brevetto della girobussola contro Elmer Ambrose Sperry, ove si legge scritto da Albert Einstein, una consulenza del 1914 come perito incaricato.
Iniziò una lunga amicizia con Einstein, con visite durante le ferie estive a Kiel. Einstein insegnò alla Kieler Christian-Albrechts-Universität ove insegnò fino all'epoca delle leggi razziali. Nel 1927 denomina la girobussola „Anschütz-Zweikreisel-Kugelkompass“. La Dreikreisel-Kompass fu il lavoro anche di Maximilian Schuler.
A Kiel fonda il 23 settembre 1905 la Anschütz & Co, che diventa poi parte della Carl-Zeiss-Stiftung.
Anschütz-Kaempfe si sposò tre volte senza avere figli. Nel 1919 crea una fondazione con un 1 milione di marchi per la fisica, chimica e scienze naturali. 
Nel 1922 compra il castello Schloss Lautrach a Lautrach/Unterallgäu. Vi ospita tra gli altri come „Fakultätssitzungen“: Karl von Frisch, Wilhelm Wien, Richard Willstätter, Albrecht Kossel, Arnold Sommerfeld e Albert Einstein.
Anschütz-Kaempfe si appassionò di pittura, acquarelli. È sepolto al Waldfriedhof Alter Teil 178 - W - 23.

## Onorificenze
- Nel quartiere di Monaco di Baviera Berg am Laim vi è la Anschützstraße.
- A Kiel, Lorentzendamm 43, il ricordo della Anschütz & Co.[1]
- Dottore Professore onororario e della Universität München

## Opere
- Das Unterseeboot im Dienste der Polarforschung (1902). Vortrag gehalten im Januar 1902 in der KuK Geographische Gesellschaft zu Wien
- Der Kreisel als Richtungsweiser auf der Erde mit besonderer Berücksichtigung seiner Verwendbarkeit auf Schiffen (Jahrbuch der schiffsbautechnischen Gesellschaft Bd.10/1909)